# 머큐리 세븐

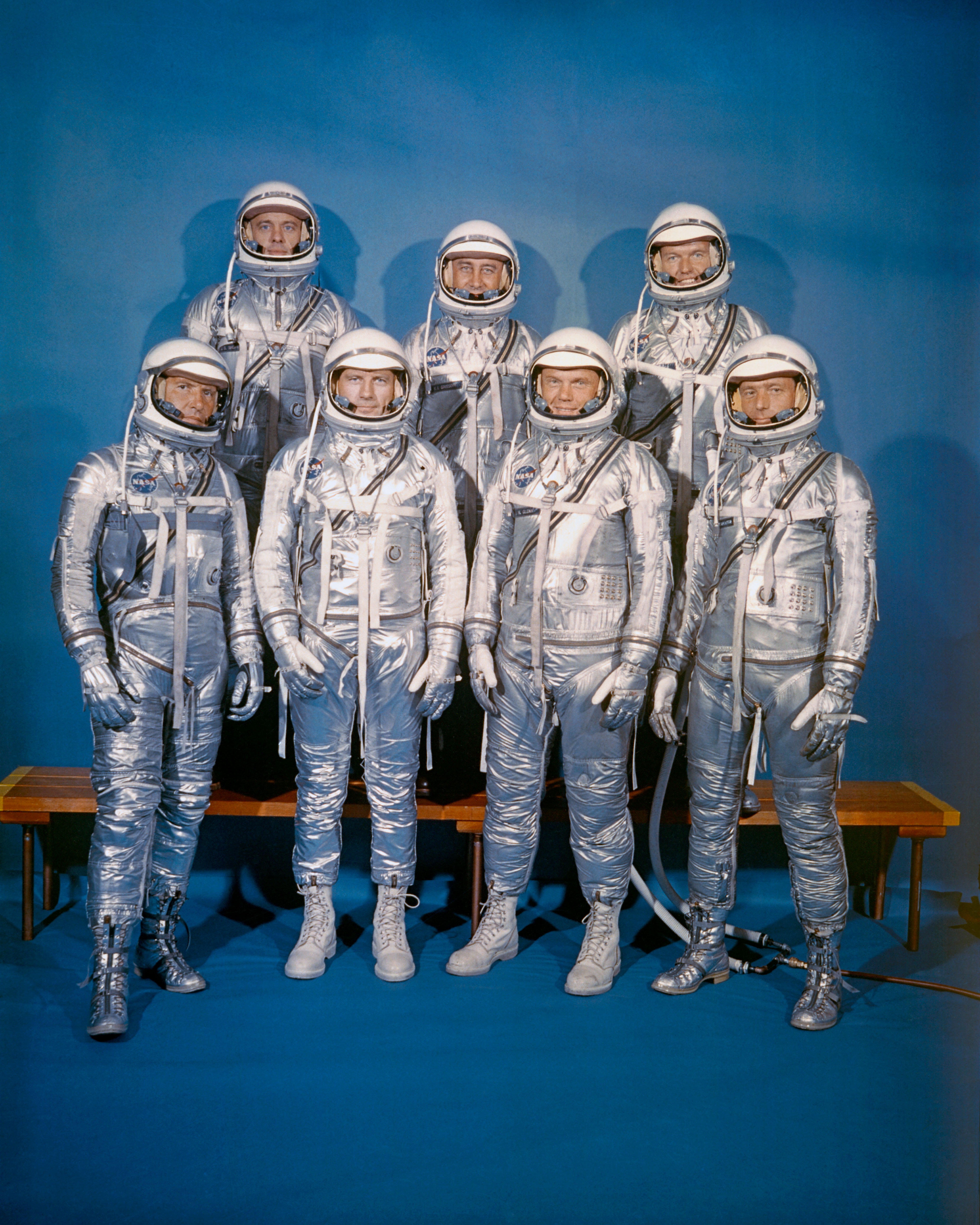
머큐리 세븐(1960년).
뒷 줄: 앨런 셰퍼드, 거스 그리섬, 고든 쿠퍼
앞 줄: 월리 시라, 디크 슬레이턴, 존 글렌, 스콧 카펜터

머큐리 세븐(Mercury Seven)은 머큐리 계획의 우주선 비행을 위해 선발된 7명의 우주비행사 그룹이다. 오리지널 세븐(Original Seven), 제1기 우주비행사(Astronaut Group 1)라고도 불린다. 1959년 4월 9일 NASA에서 공식적으로 발표된 7명의 미국 우주비행사는 스콧 카펜터, 고든 쿠퍼, 존 글렌, 거스 그리섬, 월리 시라, 앨런 셰퍼드, 디크 슬레이튼이다. 머큐리 세븐은 미국에서 새로운 직업을 창출했으며, 이후 수십 년간 미국 우주비행사의 이미지를 확립했다.
머큐리 세븐은 결국 모두 우주 비행에 참여했다. 이들은 1961년 5월부터 1963년 5월까지 머큐리 계획의 6차례 유인 우주 비행을 조종했으며, 머큐리, 제미니 계획, 아폴로 계획, 우주왕복선 계획 등 20세기 NASA의 모든 유인 우주 비행 계획에 참여했다.
셰퍼드는 1961년 미국인 최초로 우주에 진출했으며, 1971년 아폴로 14호를 타고 달 위를 걸었다. 그리섬은 1965년 최초의 유인 제미니 임무인 제미니 3호에 탑승했지만 1967년 아폴로 1호의 화재로 사망했다. 나머지 승무원들은 모두 은퇴 후에도 생존했다. 시라는 그리섬을 대신해 1968년 최초의 유인 아폴로 7호 임무를 수행했다. 심방세동으로 비행을 중단했던 슬레이턴은 결국 1975년 아폴로-소유스 시험 계획에 탑승했다. 1962년 미국인 최초로 궤도에 오른 글렌은 1998년 디스커버리 우주왕복선을 타고 77세의 나이로 당시 우주 비행을 한 최고령자가 되었다. 2016년 95세의 나이로 세상을 떠난 그는 머큐리 세븐의 마지막 생존 멤버였다.

## 같이 보기
- 머큐리 13